# 오코트 오디암보
오코트 오디암보(Okot Odhiambo)는 콩고 민주 공화국의 가람바 국립공원에 웅거하고 있는 우간다 반군 신의 저항군(LRA)의 간부이다. 2005년 국제형사재판소(ICC)가 전쟁범죄 및 반인륜범죄 혐의로 체포영장을 발부한 5인의 LRA 간부 중 한 명이다. 2009년, 오디암보는 LRA를 탈퇴할 뜻을 타진하며 우간다 정부가 자신을 ICC에 넘기지 않는다고 약속하면 투항하겠다고 했다. 2013년 10월에 죽었다는 소문이 돌고 있으나 진위여부는 아직 확인되지 않았다.